# Siderischer Tag
Ein siderischer Tag (lateinisch sidus ‚Stern‘, Genitiv sideris) ist die Zeitspanne zwischen zwei aufeinanderfolgenden Kulminationen (Zeitpunkt der höchsten täglichen Lage auf der scheinbaren Kreisbahn am Himmel) eines fiktiven unendlich weit entfernten Fixsterns ohne Eigenbewegung. Ein siderischer Tag entspricht damit also jeweils der Dauer einer vollen Umdrehung eines Himmelskörpers um sich selbst gegenüber dem Fixsternhintergrund des Sternenhimmels; die durchschnittliche Dauer wird mittlerer siderischer Tag genannt.
Der mittlere siderische Tag der Erde dauert derzeit etwa 86.164,0989 Sekunden, gemessen in SI-Einheiten, beziehungsweise etwa 23 Stunden 56 Minuten 4,0989 Sekunden (≈ 23,93447192 h). Die Länge von siderischen Tagen auf der Erde ist auf lange Sicht nicht konstant; sie nimmt tendenziell zu, da sich die Umdrehung der Erde verlangsamt (siehe Erdrotation).

## Vergleich mit anderen Tages-Definitionen

Ein Sonnentag (1 → 3) dauert jeweils länger als ein siderischer Tag (1 → 2), wenn Rotation und Revolution die gleiche Drehrichtung haben (schematische Darstellung nicht maßstabsgerecht, auch die Winkel stimmen nicht).

Der siderische Tag ist auf der Erde knapp 4 Minuten kürzer als der mittlere Sonnentag, der dem sogenannten bürgerlichen Tag zugrunde liegt und auf der scheinbaren Bewegung der Sonne beruht (synodische Periode). Dass der Sonnentag länger als der siderische ist, liegt daran, dass die Erde sich nicht nur um sich selbst dreht, sondern gleichzeitig auch in gleichsinniger Richtung um die Sonne kreist. Die zwischen zwei Sonnenkulminationen von Mittag zu Mittag zurücklegte Strecke ist deshalb etwas weiter als der während eines siderischen Tages zurückgelegte Abschnitt auf der Erdumlaufbahn. Im Mittel dreht die Erde sich dabei derzeit zusätzlich um etwa 1⁄365 einer vollen Umdrehung, also rund 0,986° weiter. In einem Erdjahr ist damit die Anzahl von Sonnentagen – recht genau – um 1 kleiner als die Anzahl siderischer Tage. Wird dieser Unterschied auf die Tage eines bürgerlichen Jahres verteilt, ergibt sich daraus der oben genannte Wert von täglich knapp 4 Minuten.
In anderem Vergleich ist der siderische Tag auf der Erde derzeit etwa 8 Millisekunden länger als der Sterntag, der sich auf die Kulmination des Frühlingspunkts bezieht. Denn dieser astronomische Bezugspunkt verschiebt sich entgegen der Umlaufrichtung der Erde, infolge von Nutation und Präzession der Erdachse innerhalb eines kompletten Präzessionszyklus von etwa 25.800 Jahren um 360°, also etwa 0,014° oder 50 Bogensekunden jährlich. Während eines Sterntages dreht sich die Erde daher nicht ganz so weit, wie sie es bei einer vollen Umdrehung um ihre Achse innerhalb eines siderischen Tages tut.
Achtung - Für die beiden letztgenannten Begriffe werden im englischsprachigen Schrifttum ähnliche Ausdrücke verwendet, jedoch in umgekehrter Zuordnung, was leicht zu Missverständnissen führen kann: die wörtliche Übersetzung des deutschen Worts „Sterntag“ – „stellar day“ – bezeichnet dort nämlich das, was im Deutschen als „siderischer Tag“ bezeichnet wird, und die wörtliche Übersetzung des deutschen „siderischen Tags“ – „sidereal day“ – umgekehrt das, was im Deutschen der ca. 8 Millisekunden kürzere „Sterntag“ ist.

## Verwendung
Der siderische Tag der Erde bezieht sich – mit dem Fundamentalsystem der Astrometrie – auf ein hinsichtlich des Jahresumlaufs der Erde um die Sonne wesentlich stabileres Koordinatensystem als der Sonnentag. Denn durch geeignete Wahl der Referenzsterne sind Ungenauigkeiten sehr gering. Abgesehen vom Umlauf der Sonne um das galaktische Zentrum stellen Veränderungen in der Dauer von irdischen siderischen Tagen fast ausschließlich auch solche der Rotation der Erde dar. Die Länge eines siderischen Tages gibt somit die Dauer einer vollen Rotation wieder und entspricht damit der Zeitspanne zwischen zwei (oberen) Meridiandurchgängen eines fiktiven unendlich weit entfernten Himmelsobjekts ohne Eigenbewegung. Für ein fundamentales Bezugssystem, in dem Orte auf der rotierenden Erde in Bezug auf die Position von Objekten am Himmel dargestellt werden können, spielt die Rotationsdauer eine wichtige Rolle (siehe auch ICRS und ITRS). Ebenso ist der irdische siderische Tag für die Zuordnung von Zeitpunkten und die Messung von Zeitintervallen bei der Beobachtung astronomischer Ereignisse von Bedeutung.
Allerdings eignet sich der siderische Tag nicht zur Definition der Tageslänge, verstanden als Dauer einer lichten Tag und Nacht umfassenden Zeitspanne. Als astronomisches Eichinstrument der Sekunde, die mit der Kalenderrechnung korrespondieren soll, wird der Sonnentag herangezogen. Zur Bestimmung der Länge eines kalendarischen Jahres dient die tropische Periode, die Bezug auf den Frühlingspunkt nimmt.

## Konstanz
Die Rotationsgeschwindigkeit der Erde ist recht stabil und zeigt nur geringe Schwankungen. Die Rotation der Erde gleicht im Prinzip der eines sich gleichmäßig drehenden Kreisels, wobei die Erdachse zusätzlich durch den Mond stabilisiert wird (siehe Erde-Mond-System).
Dennoch hat die Zeitspanne eines siderischen Tages der Erde keine absolut konstante Dauer, auch der über lange Zeit gemittelte Durchschnittswert ändert sich mit der Erdrotation:
- Vermutlich wegen Masseverlagerungen im Erdinneren schwankt die Umdrehungszeit der Erde in Zeiträumen von etlichen Jahren um einige Millisekunden. Schwankungen größerer Amplitude über längere Zeiträume erscheinen ebenfalls möglich. Auch die Wassermassen der Ozeane haben einen Einfluss.
- Die Gezeitenreibung wie auch gravitative Gezeitenkräfte, die die Massen der Sonne und des Mondes auf die Erdmasse ausüben, erhöhen die Dauer des siderischen Tags pro Jahrhundert um etwa 1,7 Millisekunden.[2] Derselbe Effekt hat beim Mond selbst schon zu seiner gebundenen Rotation um die Erde geführt.